# Victor Guernalec
Victor Guernalec (Châteaulin, 16 maart 2000) is een Frans wielrenner. Hij is de jongere broer van wielrenner Thibault Guernalec.

## Carrière
Na in 2024 meerdere overwinningen te hebben behaald in het Franse amateurcircuit, werd Guernalec in 2025 prof bij Arkéa-B&B Hotels. Bij de Franse ploeg werd hij ploeggenoot van zijn oudere broer Thibault. Zijn debuut voor de ploeg maakte hij eind januari in de Grote Prijs Castellón. Begin maart maakte hij deel uit van de vroege vlucht in de Trofeo Laigueglia. Later die maand maakte hij zijn debuut in de World Tour, toen hij aan de start stond van Milaan-Sanremo.

## Palmares

### Overwinningen
2025
2e etappe Région Pays de la Loire Tour

### Resultaten in voornaamste wedstrijden
| Jaar | Milaan-San Remo | Amstel Gold Race | Clásica San Sebastián |
| ---- | --------------- | ---------------- | --------------------- |
| 2025 | 104e            | opgave           | 83e                   |

### Resultaten in kleinere rondes
| Jaar | Ronde van Catalonië |
| ---- | ------------------- |
| 2025 | 99e                 |

## Ploegen
- 2025 –  Arkéa-B&B Hotels

Biermans · Capiot · Costiou · Delaplace · Démare · Epis · García Pierna · Gesbert · Grondin · T. Guernalec · V. Guernalec · Guglielmi · Huys · Le Berre · Lozouet · Mozzato · Ries · Rodríguez · Rouland · Scotson · Sénéchal · Svestad-Bårdseng · Thierry · Tjøtta · Vauquelin · Venturini · Verre